# Ilosvai Benedek
Ilosvai Benedek (? – Gyulafehérvár, 1586 körül) református lelkész-esperes.

## Élete
Tanulását Genfben Jean Calvin és Béza alatt folytatta. Más svájci és németországi egyetemeken is megfordult, így 1558. július 7-én a wittenbergire iratkozott be és ottan lib. artium magister címet nyert. Onnét 1560-ban visszatért hazájába, ahol tályai papnak ordináltatott és jelen volt 1568-ban a kassai egyházi zsinaton. Erdélybe hivatván, egyideig a gyulafehérvári iskolában tanított, azután azon egyház lelkészének választatott, utóbb ugyanott esperes lett. Felügyelete alatt az iskola és egyház felvirágzott; az iskolát 1580-ban az antitrinitáriusoktól átvevén, azt újonnan helyreállította. 1585-ben Béla írt hozzá levelet, melyben jelenti, hogy a Laskai számára küldött pénz kezéhez érkezett; azt is javalja, hogy a logikának tanulása szükséges az ellenkezőkkel való vetélkedésekre nézve is, melyekbe a kénytelenség bele viszi az embert.

## Munkája
- Epithalamion coniugii Francisci Nádasdi, Krakkó. 1571.